# Chaozhou
|  | No s'ha de confondre amb Changzhou o Cangzhou. |

Chaozhou (xinès: 潮州), alternativament Chiuchow, Chaochow o Teochew, és una ciutat a la província de Guangdong, a la República Popular de la Xina. Limita amb Shantou al sud, Jieyang al sud-oest, Meizhou al nord-oest, la província de Fujian a l'est i la mar de la Xina Meridional al sud-est. S'administra com una ciutat a nivell de prefectura amb una superfície de 3.110 quilòmetres quadrats i una població total de 2.568.387 habitants. Forma part de l'àrea urbanitzada (o metropolitana) que abasta bona part de les ciutats de Shantou i Jieyang, amb un total de 12.543.024 habitants en 13 àrees administratives locals. Juntament amb Shantou i Jieyang, Chaozhou és un centre cultural de la regió de Chaoshan.

## Història
L'any 214 aC, Chaozhou era part de la Comandància de Nanhai (南海郡) de la dinastia Qin. L'any 331 durant la dinastia Jin de l'Est, Haiyang (海陽縣) es va establir com a part de la Comandància de Dongguan (東官郡).
La Comandància de Dongguan va ser rebatejada com a Comandància de Yi'an (義安郡) l'any 413. Es va convertir en prefectura el 590 durant la dinastia Sui, primer com a prefectura de Xun (循州; Xúnzhōu), després com a prefectura de Chao (潮州; Cháozhōu) l'any següent. El 1914, el govern de la República de la Xina va unir les prefectures de Chao i Xun en la prefectura de Chaoxun o circuit de Chaoxun (潮循道).
Durant un breu temps a les dinasties Sui i Tang, el districte de Haiyang es va anomenar districte de Yi'an (義安縣). El nom de Haiyang va romandre fins al 1914, quan va ser rebatejat com a comtat de Chao'an (潮安縣) per evitar ambigüitats amb el comtat de Haiyang de Shandong.

### Època moderna
Chaozhou i les ciutats properes de Shantou i Jieyang s'anomenen col·lectivament Chaoshan. Des del 1958 fins al 1983, aquesta denominació va ser utilitzada per a l'àmbit polític-administratiu conjunt que englobava les tres ciutats. Durant els següents cinc anys, la ciutat de Shantou va ser una ciutat de nivell superior, que englovava també Chaozhou i Jieyang. Actualment, Chaozhou, Shantou i Jieyang tenen la mateixa condició.
El 2022, el pla de 5 anys de la ciutat ha detallat la construcció d'un parc eòlic marí de 43,3 gigawatts situat entre 75 i 185 km de la costa de la ciutat.

## Geografia
Chaozhou es troba a la part més oriental de la província de Guangdong, al nord de la ciutat costanera de Shantou. Està situada al nord del delta del riu Han, que flueix per tota la ciutat.
El territori de Chaozhou és muntanyós. Els principals rius propers són el riu Huanggang i el riu Han. El riu Han flueix d'oest a sud-est i travessa el centre de Chaozhou; el riu Huanggang flueix aproximadament de nord a sud pel territori de Raoping, desembocant al mar. Aquests dos rius proporcionen aigua abundant a Chaozhou. Els turons representen el 65% de la superfície total de la ciutat, principalment a Raoping i el nord de Chaoan. Al nord de la ciutat, hi ha una àmplia zona muntanyosa apta per al cultiu del te; les zones de menor altitud properes són adequades principalment per al cultiu de bambú, préssec, pruna, olivera i pinya. A la vora del riu Han, hi ha terres fèrtils utilitzades per al cultiu d'arròs, moniato, cacauet, soja, pastanaga, taronja, préssec i plàtan.
Els tres cims de Jinshan (巾山), Mingshan (明山) i Dushan (独山) es coneixen col·lectivament com a Sanshan Guowang (三山國王) o Senyors de les Tres Muntanyes, i són venerats als temples, especialment pel poble hakka arreu del món.

## Divisions administratives
| Mapa de Shaozhou                             | Mapa de Shaozhou  | Mapa de Shaozhou | Mapa de Shaozhou        | Mapa de Shaozhou | Mapa de Shaozhou |
| -------------------------------------------- | ----------------- | ---------------- | ----------------------- | ---------------- | ---------------- |
| Xiangqiao Chao'an Comtat de · Raoping Fengxi |                   |                  |                         |                  |                  |
| Nom                                          | Xinès simplificat | Hanyu Pinyin     | Població (cens de 2010) | Sup. (km²)       | Densitat (/km²)  |
| Districte de Xiangqiao                       | 湘桥区            | Xiāngqiáo Qū     | 575.795                 | 152,50           | 1.770            |
| Districte de Chao'an                         | 潮安区            | Cháo'ān Qū       | 1.335.398               | 1.261,34         | 1059             |
| Comtat de Raoping                            | 饶平县            | Ráopíng Xiàn     | 881.974                 | 1.732,07         | 520              |